# Diabrotica undecimpunctata

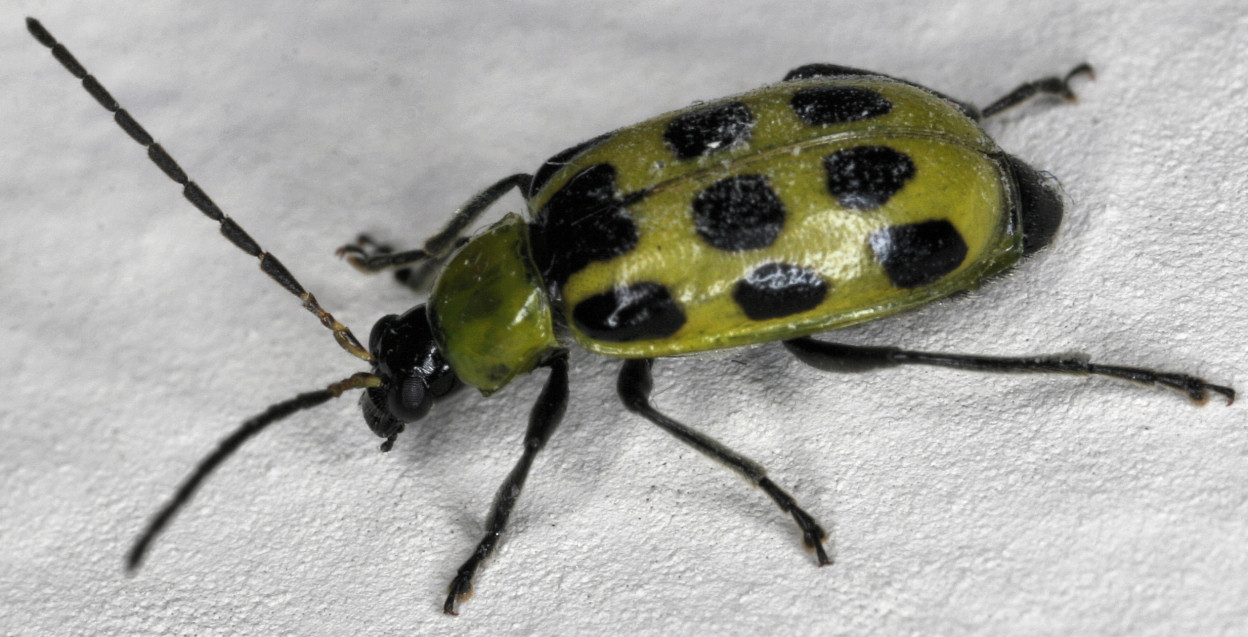
Gândacul punctat

Diabrotica undecimpunctata (cunosctu tradițional și ca gândacul punctat) este una dintre cele mai dăunătoare insecte pentru agricultură din America de Nord (vezi gândac de castravete). Adulții mănâncă și dăunează frunzele multor culturi, printre care se numără castravetele, soia, bumbacul, fasolea și multe altele. În forma larvară, specia sapă tunele în rădăcinile plantelor tinere, omorându-le sau doborându-le. Acești dăunători nativi au o gamă largă de plante-gazdă, dar în principal infestează adesea câmpuri cu culturi de plante de genul porumbului.
Adulții speciei sunt verzi-gălbui cu șase puncte mari așezate pe fiecare dintre cele două elitre. Lungimea lor este de aproximativ jumătate de centimetru. Larvele sunt galbene și ca viermii din punct de vedere al aspectului. 
Gândacul punctat are trei subspecii, fiecare având un nume propriu: 
- Gândacul punctat este Diabrotica undecimpunctata howardi
- Gândacul vestic de castravete este Diabrotica undecimpunctata tenella
- Gândacul vestic punctat este Diabrotica undecimpunctata undecimpunctata.

## Răspândire
Specia este găsită de-a lungul sudului Canadei, Statelor Unite continentale și a zonei înalte din Mexic. 